# MARAD Design C8-S-82a

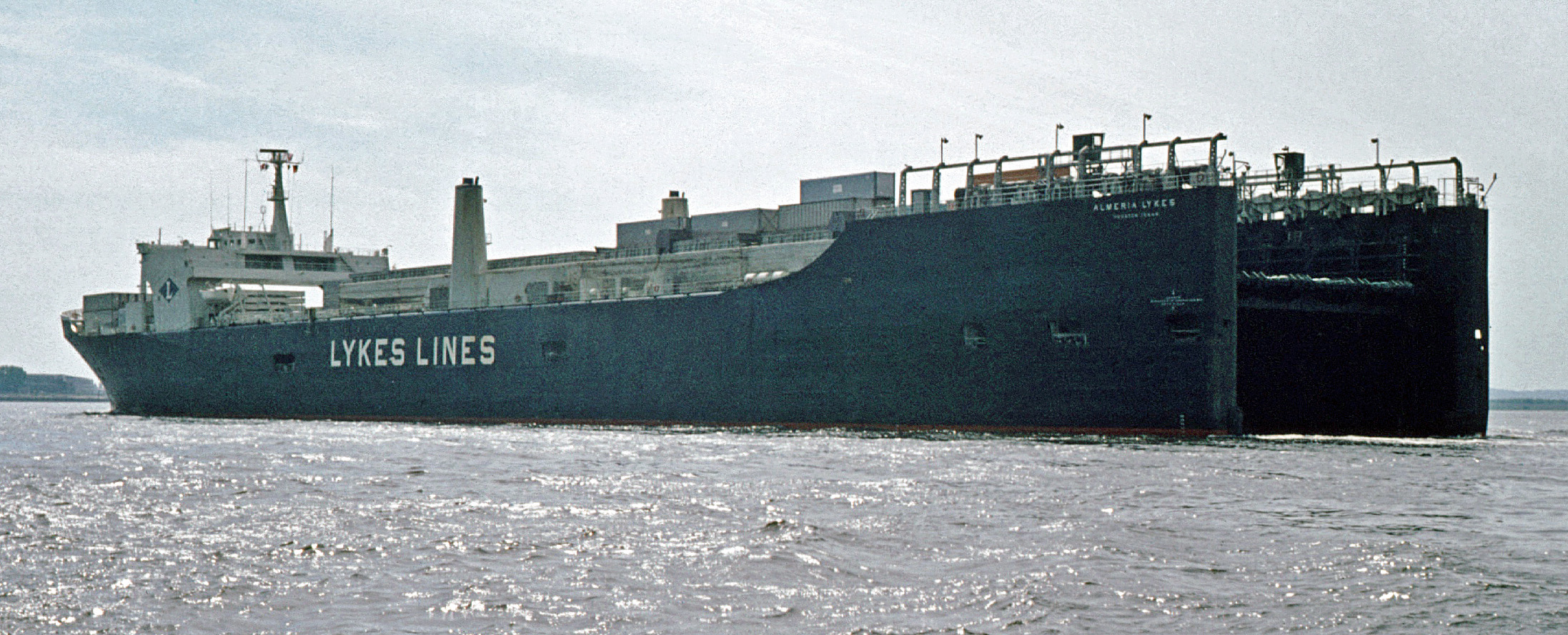
Heckansicht der Almeria Lykes mit dem Lift für Leichter

Die SeaBee-Schiffe des MARAD Design C8-S-82a wurden von 1972/73 in drei Einheiten bei der Werft General Dynamics in Quincy gebaut.

## Geschichte
In den 1960er Jahren entwickelte der amerikanische Schiffbauingenieur Jerome L. Goldman das LASH-System und gründete zur Vermarktung des patentierten Systems die Lighter Aboard Ship Corporation. Hintergrund der Entwicklung waren die seinerzeit üblichen sehr langen Hafenliegezeiten, die mit der hohen Umschlagsleistung des LASH-Systems von über 1000 Tonnen pro Stunde verkürzt werden sollten. Noch vor der Indienststellung der ersten LASH-Schiffe Acadia Forest und Atlantic Forest in den Jahren 1969 und 1970 bestellten mehrere US-amerikanische Reedereien eine Serie von elf LASH-Schiffen des MARAD Design C8-S-81b bei der Avondale-Werft in New Orleans. Diese war von 1970 bis 1973 mit dem Bau der Serie ausgelastet.
Die Reederei Lykes Lines aus New Orleans verfolgte ein etwas abweichendes Konzept eines Leichterschiffes und erstellte zusammen mit dem Schiffbaubüro J.J. Henry & Company aus New York den Entwurf zum SeaBee-Schiff. Anders als beim LASH-Schiff werden größere Leichter verwendet, die mit einem 2000-Tonnen-Elevator (einer Art Lift) paarweise an Deck gehoben und auf einem internen Schiebesystem platziert werden. Lykes orderte daraufhin eine Dreierserie von Seabee-Schiffen bei der General-Dynamics-Werft in Quincy. Beim Bau waren es die größten Stückgutschiffe unter US-amerikanischer Flagge und die antriebsstärksten Einschraubenfrachtschiffe weltweit.
Das Trio wurde bis 1986 von Lykes betrieben und danach an die MARAD zurückgeliefert, die die drei Schiffe als Cape-M-Klasse Heavy Lift Barge Carrier der Ready Reserve Fleet zuordnete. Zwei der Schiffe werden in  Alameda weiterhin aktiv vorgehalten, während die Cape Mendocino seit Oktober 2011 zur Erhaltung der beiden verbleibenden Einheiten als Teileträger in der Beaumont Reserve Fleet liegt.

## Die Schiffe
| MARAD Design C8-S-82a | MARAD Design C8-S-82a | MARAD Design C8-S-82a | MARAD Design C8-S-82a | MARAD Design C8-S-82a              | MARAD Design C8-S-82a |
| Bauname               | IMO- nummer           | Bau- nummer           | Fertigstellung        | Umbenennungen und Verbleib         |                       |
| --------------------- | --------------------- | --------------------- | --------------------- | ---------------------------------- | --------------------- |
| Doctor Lykes          | 7117292               | 18                    | 21. Juni 1972         | 1986 RRF Cape Mendocino (AKR-5064) |                       |
| Almeria Lykes         | 7205958               | 19                    | 26. September 1972    | 1986 RRF Cape May (TAKR 5063)      |                       |
| Tillie Lykes          | 7223314               | 20                    | 16. Mai 1973          | 1986 RRF Cape Mohican (T-AKR 5065) |                       |